# كندو

رسمة توضيحية طريقة الهجوم على المنافس

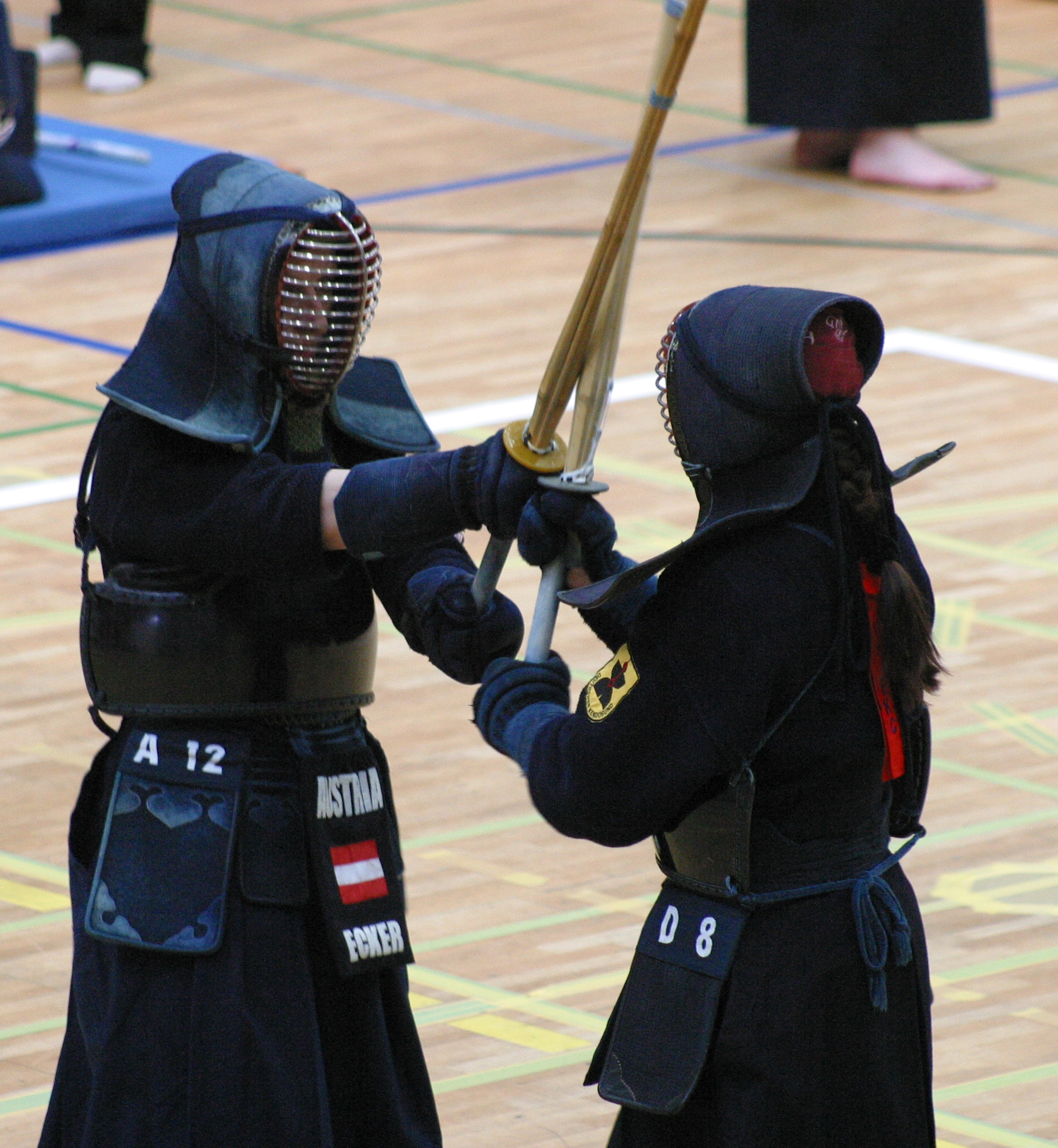
رياضة الكندو أصبحت تنافس في المحافل الدولية

الكندو (باليابانية: 剣道) (هانغل: 검도) فن من الفنون القتالية. وتعني الكلمة طريق السيف أو فن المبارزة بالسيف. الكندو مشتق الكانجيتسو الياباني (الكانجيوتسو = الطريقة الحربية لاستعمال السيف) وهي الطريقة التي كان يتعلمها الساموراي

## تاريخ نشأة اللعبة
ربما تكون من أقدم الرياضات القتالية في العالم لأنها ظهرت مع اختراع السيف والحروب ولها جذور عميقة في اليابان وهي من ضمن فنون الأيكيدو القتالية، تطورت إلى أن أصبحت لعبة قومية لها تقاليدها واحترامها على اعتبار أن السيف سلاح جميل يجب استعماله فقط لحماية النفس والوطن ولايجوز استعماله لغرض إجرامي .

## الأدوات
يستخدم اللاعب سيفاً من الخشب الخيزراني عوضاً عن السيف الحقيقي وهو عبارة عن حزمة من العصى الرقيقة اللينة المربوطة ببعضها بأشرطة من الجلد، ويرتدي اللاعب قناعاً يشبه إلى حد كبير الذي يرتديه لاعبو المبارزة ولكن تتدلى منه قطعتان من القماش السميك لتغطية الكتفين وكذلك درعاً للصدر وقفازات لوقاية الأيدي والأذرع بغرض حماية أجزاء الجسم من الضربات أما بالنسبة للزي فهو عبارة عن جلباب أزرق فضفاض له أكمام قصيرة واسعة ولا يرتدي شيئاً في قدميه .
عندما تبدأ المباراة يحاول كل لاعب أن يضرب الآخر بالسيف مستهدفاً وجه الخصم أو جسمه أو ذراعيه، وفي حالة تسديد السيف على العنق أو أحد المواضع المذكورة في جسم الخصم يعتبر مهزوماً. ويسمح القانون للاعب بإطلاق الصيحات العالية طوال المباراة ليظهر قوته ومدى شجاعته واستعداده لمواجهة خصمه. ولا تعتمد اللعبة على تحديد الأوزان للاعبين وإنما تكتفي بتحديد زمن المباراة بست دقائق .
أما تقسيم درجات اللاعبين يعتمد على ألوان الأحزمة التي يحصلون عليها.. والدرجة المتقدمة يحمل صاحبها الحزام الأسود. وغالباً ما يكون الحزام الأبيض للمبتدئين. كما هو مسموح للفتيات بممارسة اللعبة بشرط وضع علامة بيضاء على الكتف الأيسر. وحالياً تمارس هذه اللعبة في حوالي أكثر من عشرين دولة في العالم في مقدمتها اليابان و (تونس) الصين وتايوان وأمريكا وفرنسا وكندا والبرازيل وتأسس أول اتحاد لهذه اللعبة عام 1909 باليابان ثم تأسس الاتحاد الأوروبي عام 1968 الذي نظم أول بطولة أوربية في عام 1969 ثم نظمت اليابان أول بطولة للعالم بطوكيو عام 1970 وبعد ذلك اتخذ الإتحاد الدولي للكيندو اليابان مقراً له .

## وصلات خارجية
- International Kendo Federation (FIK)
- All Japan Kendo Federation (AJKF) (باليابانية)
- Dai Nippon Butoku Kai (DNBK)